# Torrefarrera
Torrefarrera – gmina w Hiszpanii, w prowincji Lleida, w Katalonii, o powierzchni 23,42 km². W 2011 roku gmina liczyła 4341 mieszkańców.